# 第4親衛戦車師団
第4親衛戦車師団（ロシア語: 4-я гвардейская танковая дивизия）とは、ロシア連邦陸軍の保有する機甲師団である。正式名称は『ユーリ・V・アンドロポフ記念第4親衛戦車カンテミロフスカヤ・レーニン勲章赤旗師団』。日本の防衛白書などでは親衛カンテミロフカ戦車師団と呼称している。

## 歴史

### 第4親衛戦車軍団
第4親衛戦車軍団は、カンテミロフカで活躍した第17戦車軍団の後継として1943年に編制された。さらに1944年には赤旗勲章、1945年にはレーニン勲章を授与されている。

### 第4親衛戦車師団
1945年6月14日、独ソ戦がソ連の勝利とベルリン占領によって幕を閉じた事により動員が解除され、名称も第4親衛戦車師団に改称。9月13日にナロフォミンスクに拠点を置く、モスクワ軍管区の一部隊として配備された。1984年には政治家のユーリ・V・アンドロポフを記念する名称を授与された。

### 第4独立親衛戦車旅団
2008年から2009年にかけて、国防省の連邦軍近代化プログラムの下で行われた改革により、第4親衛戦車師団は規模を縮小し、第4独立親衛戦車旅団へ改称。

### 第4親衛戦車師団の復活
2013年5月、新国防大臣セルゲイ・ショイグの下で戦車師団に復活した。
2016年初頭、第4親衛戦車師団は新たに編成された第1親衛戦車軍に配備される事となった。
2022年のロシアのウクライナ侵攻では第1親衛戦車軍隷下部隊として特別軍事作戦に参加。ハルキウ州イジュームでの攻防戦（イジュームの戦い）にて大量の兵員と車両を喪失した。

## 編制

### 1990年
- 第12親衛戦車連隊
- 第13親衛戦車連隊
- 第14親衛戦車連隊
- 第423親衛狙撃兵連隊
- 第275砲兵連隊
- 第538対空高射ロケット・砲兵連隊
- 第339独立ロケット大隊
- 第137独立偵察大隊

### 2017年
- 第12親衛戦車連隊
- 第13親衛戦車連隊
- 独立第423自動車化狙撃兵連隊
- 第275ロケット砲兵連隊

## 戦争犯罪
2022年ロシアのウクライナ侵攻中の2月28日、第13親衛戦車連隊に所属するヴァディム・シシマリンは、他の部隊に合流するため退却中に民間の自家用車を奪った。スミ州チュバヒフカに向かう途中、上官の命令で62歳の退役軍人を射殺。民間人を捕虜として森に逃げた後に、降伏。ウクライナの法廷で裁判を受け、5月20日に終身刑を言い渡された。弁護士が控訴、7月29日に懲役15年に減刑されている。